# Angels Don’t Sleep Here
Angels Don’t Sleep Here (titulada: Permiso para matar en Argentina, Ángeles desaparecidos en España y Obsesión de muerte en México) es una película estadounidense de suspenso de 2002, dirigida por Paul Cade, que a su vez la escribió, musicalizada por William V. Malpede y Jeff Vincent, en la fotografía estuvo George Mooradian, los protagonistas son Dana Ashbrook, Kelly Rutherford y Roy Scheider, entre otros. El filme fue producido por Silverline Pictures y se estrenó el 2 de abril de 2002.

## Sinopsis
Un sujeto es acusado de homicidio y manipulado en una red de engaños, mientras su hermano gemelo, que pensaban que había fallecido, planea un ajuste de cuentas contra quienes intentaron asesinarlo.